# Gelles
Gelles é uma comuna francesa na região administrativa de Auvérnia-Ródano-Alpes, no departamento Puy-de-Dôme. Estende-se por uma área de 46,81 km². Em 2010 a comuna tinha 1 024 habitantes (densidade: 21,9 hab./km²).